# Бретанья (Понта-Делгада)
Бретанья (порт. Bretanha) — ныне не существующий район (фрегезия) в Португалии, входил в округ Азорские острова. Был расположен на острове Сан-Мигел. Являлся составной частью муниципалитета Понта-Делгада. Население составляло 1334 человека на 2001 год. Занимал площадь 13,03 км². Прекратил своё существование в 10 июля 2002 года.
Покровителем района считался Дева Мария (порт. Nossa Senhora da Ajuda).